# Manoa
Coordenadas: 21° 18,16′ N, 157° 48,46′ O

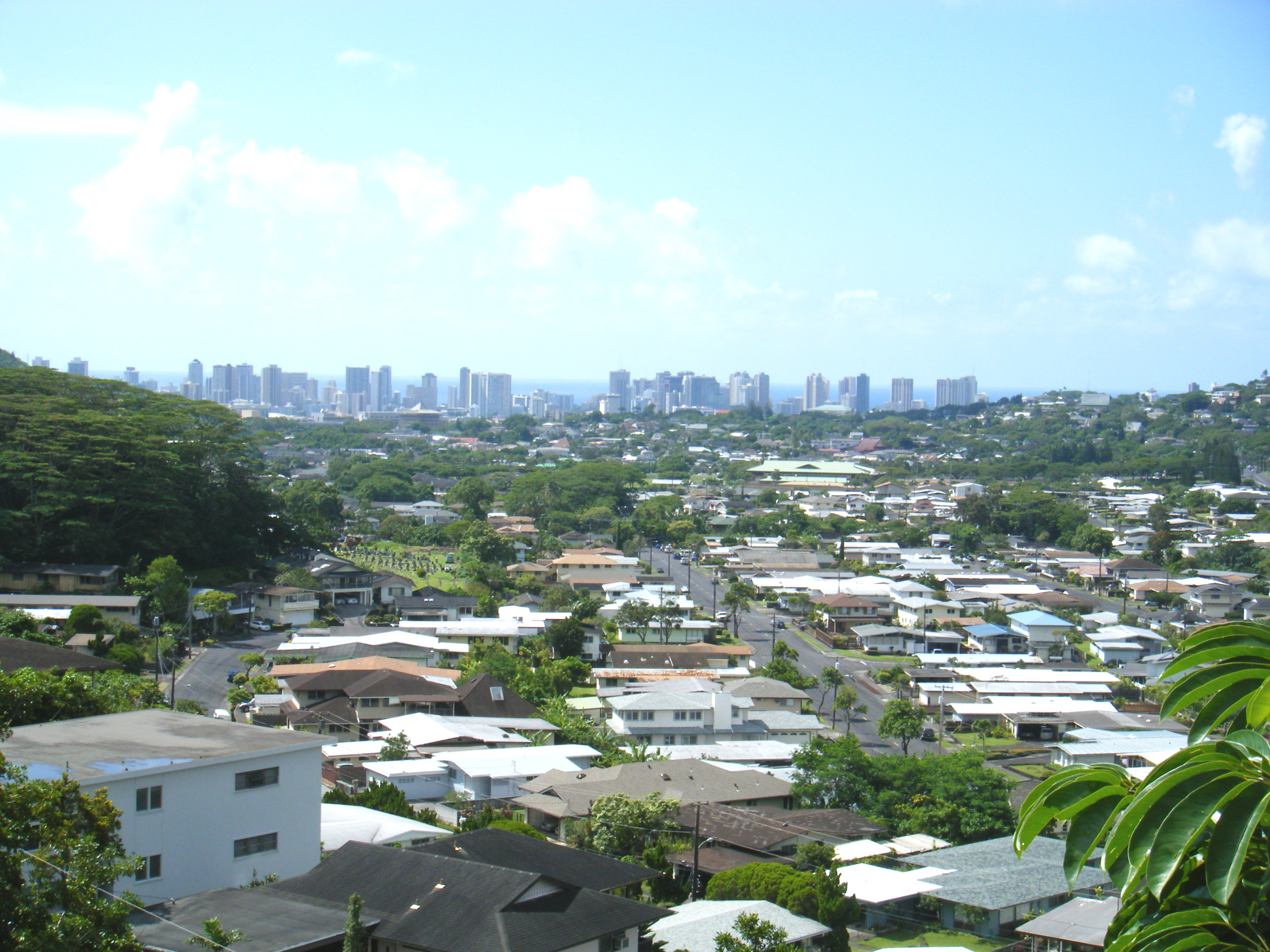
Manoa

Manoa (em havaiano Mānoa) é um vale e um conjunto residencial em Honolulu, capital do estado do Havaí, nos Estados Unidos. Arco-íris é um fenômeno comum no vale, que dá nome a alguns times de diferentes esportes, como o Rainbow Warriors e Rainbow Wahine.
O conjunto residencial é composto de casas particulares construídas por volta da década de 1960. Também há a presença de alguns pequenos condomínios.
Manoa também foi o lugar em que houve as primeiras plantações de cana-de-açúcar e de café nas ilhas de Hawaii. John Wilkinson   foi o primeiro a fazer isso, em 1825. O Hawaii é o único estado que ainda produz café a ser consumido dentro do próprio Estados Unidos.